# 嵯岗镇
嵯岗镇（当地通常将“嵯”念“chá”），是中华人民共和国内蒙古自治区呼伦贝尔市新巴尔虎左旗下辖的一个乡镇级行政单位。

## 行政区划
嵯岗镇下辖以下地区：
白音查干社区、额尔顿乌拉社区、嘎拉布尔嘎查、伊和乌拉嘎查和巴音乌拉嘎查。